# Забьєло (футбольний клуб)
Футбольний клуб «Забьєло» або просто «Забьєло» (серб. Фудбалски клуб Забјело) — професіональний чорногорський футбольний клуб з селища Забьєло, в передмісті Подгориці. Виступає в Третій лізі Чорногорії.

## Історія

### 1963—1999
Команда заснована 1963 року під назвою «Тара» Тітоград, на честь однієї з провідних транспортних компаній тогочасної Югославії. У перші сезони свого існування «Тара» виступала в Четвертій лізі зони «Центр» (найнижчий дивізіон чемпіонату СФР Югославії). Перший значний успіх команда досягла в сезоні 1966/67 року, здобувши титул переможця зони Центр четвертої ліги Югославії, завдяки цьому команда вперше у власній історії потрапила до Республіканської ліги Чорногорії (третій дивізіон).
Всього після двох сезонів у Республіканській лізі «Тара» досяг чергового історичного успіху. У сезоні 1968/69 років, після запеклої боротьби з «Рударом» та «Арсеналом», Тара фінішувала на першом місце, що дозволило їм вийти до Другої ліги Югославії. Завдяки цьому «Тара» стала третьою командою з Подгориці, яка грала у двох найвищих дивізіонах Югославії, після «Будучності» та «Младості».
Під час свого дебюту в Другій лізі Югославії (сезон 1969/70 років) «Тара» грав проти деяких відомих команд країни, таких як «Будучност», «Сутьєска» або НК ГОШК. За підсумками 30 турів «Тара» набрала 21 очко й посіла 16-е місце, а це означало що клуб повертається до Республіканської ліги.
Влітку 1970 року клуб перейменували у ФК «Забьєло», до кінця XX століття він виступав у третьому або четвертому дивізіоні національних змагань.

### 1999-наш час
У сезоні 1999/2000 років «Забьєло» фінішував на другому місці в Республіканській лізі. Отож, разом з переможцем турніру «Іскрою» (Даниловград), обидві команди вийшли до Другої ліги Югославії. 
Під час свого першого повернення до Другої ліги, після 30-річної перерви, (сезон 2000/01 років) «Заб'єло» зайняло 7-е місце. Наступного сезону «Заб'єло» знову фінішував у середині таблиці, і сезон запам'ятався принциповими матчами проти найпопулярнішого чорногорського клубу, «Будучності». «Забьєло» провів три матчі проти «Будучності», здобувши історичну перемогу в останньому турі (1:0). Поєдинок 8-го туру між «Забьєло» та «Будучністю» (1:1) відвідало 3000 глядачів, що стало найвищим показником відвідуваності в історії Забьєльського стадіону. За підсумками сезону 2002/03 років з 14-ма набраними очками команда вилетіла з Другого дивізіону Югославії.
Після проголошення незалежності країни «Забьєло» увійшов до Другої ліги Чорногорії. Найкращим результатом у вище вказаному змаганні, з найкращою результативністю в історії команди, стало 3-тє місце в сезоні 2012/13 років. Завдяки цьому вперше в історії «Забьєло» взяв участь у плей-оф за вихід до Першої ліги Чорногорії, де вони зустрілися з колишнім чемпіоном країни «Могреном». Оскільки Забьєльський стадіон не відповідав найвищим національним критеріям, перша гра була зіграна на стадіоні Камп ФСГ 6 червня 2013 року. Спочатку в присутності 2000 глядачів «Забьєло» зазнав поразки з рахунком 1:6, а в матчі-відповіді в Будві «Могрен» знову здобув перемогу (3:1). Лише через два сезони після невдалого виступу в плей-оф Першої ліги «Забьєло» вилетів з Другої ліги (2014/15). На даний час команда виступає в Третій лізі Чорногорії.

## Досягнення
- Чорногорська республіканська ліга
  -  Чемпіон (1): 1968/69
  -  Срібний призер (1): 1999/2000

- Четверта ліга Чорногорії
  -  Чемпіон (6): 1966/67, 1976/77, 1980/81, 1991/92, 2004/05, 2005/06

## Статистика виступів
| Сезон                | Ліга                                       | Дивізіон | Місце    |
| СР Югославія         |                                            |          |          |
| 1999/00              | Чорногорська ліга                          | III      | 2        |
| 2000/01              | Друга ліга СР Югославія – група «Південь»  | II       | 7        |
| 2001/02              | Друга ліга СР Югославія – група «Південь»  | II       | 8        |
| 2002/03              | Друга ліга СР Югославія – група «Південь»  | II       | 12       |
| Сербія та Чорногорія |                                            |          |          |
| 2003/04              | Чорногорська ліга                          | III      | 11       |
| 2004/05              | Третя ліга Чорногорії – група «Центр»      | IV       | 1        |
| 2005/06              | Третя ліга Чорногорії – група «Центр»      | IV       | 1 (2x) * |
| Чорногорія           |                                            |          |          |
| 2006/07              | Друга ліга                                 | II       | 4        |
| 2007/08              | Друга ліга                                 | II       | 6        |
| 2008/09              | Друга ліга                                 | II       | 9        |
| 2009/10              | Друга ліга                                 | II       | 5        |
| 2010/11              | Друга ліга                                 | II       | 10       |
| 2011/12              | Друга ліга                                 | II       | 4        |
| 2012/13              | Друга ліга                                 | II       | 3        |
| 2013/14              | Друга ліга                                 | II       | 12       |
| 2014/15              | Друга ліга                                 | II       | 11       |
| 2015/16              | Третя ліга – група «Центр»                 | III      | 4        |
| 2016/17              | Третя ліга – група «Центр»                 | III      | 3        |
| 2017/18              | немає дорослої команди в матчах чемпіонату | -        | -        |
| 2018/19              | Третя ліга – група «Центр»                 | III      | 5        |
| 2019/20              | Третя ліга – група «Центр»                 | III      | 2        |
| 2020/21              | Третя ліга – група «Центр»                 | III      | ?        |

 * За результатами референдуму про незалежність, який відбувся 21 травня 2006 року, було оголошено про розформування федерації Чорногорії з Сербією (Сербія та Чорногорія). Тому після завершення сезону 2005/06 років усі чорногорські команди вийшли з чемпіонатів Сербії та Чорногорії, а з нового сезону 2006/07 років «Забьєло» (Подгориця) приєднався до Другої ліги Чорногорії.

## Уболівальники
«Забьєло» входить до числа нижчолігових чорногорських клубів з найбільшою фанатською підтримкою. Фанатська група «Заб'єло Республіка» була заснована в 1991 році. Урбаністична група, активна як організатор місцевих акцій, телевізійних шоу, культурних чи екологічних заходів, з початку 90-х років активно підтримують команду в матчах. Члени «Заб'єло Республіка», які часто визнаються головними провокаторами інцидентів на іграх нижчої ліги, відвідують матчі «Забьєло», де б вони не грали.

## Стадіон
ФК «Забьєло» проводить свої домашні матчі на однойменному стадіоні. Побудований 1973 року, розрахований на 750 місць. Розташований біля берега річки Морача.

## Відомі гравці
- Младен Божович
- Борис Копитович